# Scary Movie 2
Scary Movie 2 (conocida también como Scary Movie 2: Otra película de miedo en Hispanoamérica) es una comedia cinematográfica estadounidense de 2001, y es la segunda película de la franquicia Scary Movie. Se presentó con el subtítulo de «Mentimos», haciendo referencia al eslogan «No habrá clemencia. No habrá vergüenza. No habrá secuelas» de la primera. 
Como una extensión sobrenatural de la primera película, la nueva entrega de los prolíficos Wayans dirige su mirada hacia iconos clásicos como El exorcista, Poltergeist o Hannibal. Pero va más allá de lo sobrenatural y arremete contra filmes como Los ángeles de Charlie y Misión: Imposible II. Sin dejarse nada por el camino, los Wayans acaban parodiando la actual cultura popular, atacando descaradamente a los informativos nocturnos, a los videntes televisivos y al anuncio televisivo de moda.

## Argumento
Una adolescente llamada Megan Voorhees es poseída y dos sacerdotes, el Padre McFeely y el Padre Harris, deben expulsar al diablo. El exorcismo no sale según lo planeado, y luego hay una guerra de vómito entre los personajes.
Un avance rápido a un año después muestra a Cindy Campbell, los hermanos Brenda y Shorty Meeks, y Ray Wilkins en la universidad, tratando de vivir una nueva vida después de los acontecimientos en la película anterior. Aunque la mayoría de ellos murieron en la primera película, Cindy nunca fue declarada oficialmente muerta. Los personajes son Cindy, Brenda, Shorty, Ray y sus nuevos amigos, Buddy, Alex y Theo. 
La historia comienza con un profesor de la universidad, el profesor Oldman, y su asistente Dwight, quienes convocan al grupo para estudiar la actividad paranormal en la Casa Infernal (la misma casa donde vivía Megan Voorhees) mintiendoles que es un experimento de sueño. Cuando Cindy llega a la Casa Infernal conoce a un vulgar loro del Amazonas (amazonas amazónico) y el cuidador, Hanson, quien tiene una mano con una malformación. Esa noche Hanson asquea la cena, y luego Cindy, Brenda, Ray, Buddy, y Dwight hacen una parodia de un juego de baloncesto. Una vez terminado el juego, Cindy oye voces remitidas en una habitación secreta, en donde ella y Buddy descubren su parecido con la esposa asesina de los muertos de la casa, Hugh Kane. Un gato ataca a Cindy, lo cual termina en una pelea de boxeo en la que el gato vence a Cindy, un payaso de juguete ataca a Ray e intenta asesinarlo y Ray termina violándolo, un monstruo de marihuana ataca a Shorty e intenta fumarlo después de enrollarlo en las sabanas, y el fantasma de Hugh Kane tiene relaciones sexuales con Alex en su habitación y rápidamente sale cuando Alex expresó su entusiasmo para convertirse en la nueva señora Kane.
El profesor Oldman es seducido y asesinado por un fantasma femenino con el rostro desfigurado, y el fantasma de Hugh Kane cierra todas las salidas de la casa, Dwight equipa a los adolescentes con las armas que pueden dañar a su enemigo espectral. Shorty se encuentra con el fantasma que asesinó al profesor Oldman, pero en vez de ser asesinado, tiene relaciones sexuales con ella, con una bolsa de papel sobre la cabeza de esta. Cindy es perseguida por el esqueleto de Hugh Kane hasta que Brenda le rompe la cabeza, Buddy es atacado por el fantasma de Hugh Kane y Alex es asesinada por Hugh Kane. Después, Buddy y Cindy son encerrados en la cámara frigorífica, Pensando que Buddy va a morir por su anterior encuentro con el fantasma, Cindy lo masturba después de engañarla con una excusa. Dwight tiene una pelea con Hugh Kane(Los dos en silla de ruedas) Después Hanson es poseído le abre la cabeza a Shorty en la cual aparece beetlejuice luego Cindy, Brenda y Theo luchan contra él y lo persiguen en una descarada batalla, pero terminan derrotadas momentos después Cindy pelea con Hanson y hacen poses de animales (la grulla, el ciervo agachado, el orangután ebrio, la vaca loca) Finalmente el fantasma de Hugh Kane sale del cuerpo de Hanson y Cindy, Theo y Brenda logran escapar, todos los adolescentes acuerdan usar a Cindy como cebo para atraer al fantasma Kane a un dispositivo que finalmente lo destruye.
Dos meses después, Cindy y Buddy se encuentran en una relación y salen a dar un paseo. Su compañero desaparece sin previo aviso, y Cindy descubre a Hanson en el puesto de perritos calientes. Cindy retrocede por el miedo y grita al cielo y Hanson hace lo mismo a la felicidad, pero este es atropellado por un coche conducido por Shorty, distraído porque él está recibiendo sexo oral de la mujer fantasma.

## Reparto
| Personaje              | Actor (EE. UU.)                  |
| ---------------------- | -------------------------------- |
| Cindy Campbell         | Anna Faris                       |
| Brenda Meeks           | Regina Hall                      |
| Ray Wilkins            | Shawn Wayans                     |
| Shorty Meeks           | Marlon Wayans                    |
| Alex Monday            | Tori Spelling                    |
| Buddy Sanderson        | Christopher Masterson            |
| Theodora «Theo» Keyoko | Kathleen Robertson               |
| Profesor Oldman        | Tim Curry                        |
| Hanson Dudley          | Chris Elliott                    |
| Dwight Hartman         | David Cross                      |
| Madre de Megan         | Veronica Cartwright              |
| Padre McFeely          | James Woods                      |
| Padre Harris           | Andy Richter                     |
| Loro                   | Matt Friedman                    |
| Cantante de la radio   | Colleen Fitzpatrick (Ella misma) |
| Payaso                 | Suli McCullough                  |
| Tommy Rosse            | James DeBello                    |
| Madre del Padre Harris | Cordelia Reinhard                |
| Cerebro de Shorty      | Beetlejuice                      |
| Megan Voorhees         | Natasha Lyonne                   |

## Muertes
1. Megan Voorhes: Muere de un disparo en la cabeza por el padre
2. Pareja: Son atropellados por un autobús a toda velocidad.
3. Payaso: Es ahorcado con el pene de Ray mientras lo viola.
4. Planta gigante: Es comida por el fantasma de Hugh Kane.
5. Profesor Oldman: Es asesinado por el fantasma de Caroline.
6. Alex: Muere aplastada por una lámpara.
7. Hugh Kane: Es destruido por la máquina de Dwights.
8. Hanson: Es atropellado por Shorty accidentalmente.

## Parodias
- The Haunting: La trama de la película.
- Trece fantasmas: Todo el sótano de la mansión, y la mujer fantasma de vestido blanco que los llama, y con la que más adelante se acuesta Shorty.
- Scream: Algunos de los protagonistas se asemejan demasiado a los de Scream. Además el profesor en silla de ruedas menciona que todos son supervivientes de la masacre de Stevenston.
- Hannibal: Cuando el mayordomo Hanson le abre el cerebro a Shorty.
- El exorcista: Escena inicial de la película, donde el padre McCarra debe hacer un exorcismo a la niña.Y vomita varias veces a la niña
- Friday the 13th: Megan la niña del principio se apellida Voorhees igual que el famoso asesino
- Destino final: Al principio, cuando las dos personas son atropelladas por un autobús a gran velocidad se parece a la muerte de Terry Chaney
- Harry Potter y la piedra filosofal: El libro que Cindy tiene en la mano: "Harry Pothead" ("Harry el porreta").
- Citizen Kane: cuando el hombre de la casa le presenta a Cindy a la familia Kane, que resulta ser familia adinerada.
- El hombre sin sombra (Hollow man): Cuando Cindy canta en su auto cuando va hacia la casa, de la misma manera que Sebastian canta en su auto cuando va al laboratorio. Cuando Cindy y Buddy son atrapados en la cámara frigorífica. Cuando el fantasma destapa a Alex mientras duerme. Las armas que usan y las gafas térmicas
- Los ángeles de Charlie: Escena Donde Cindy con Brenda y Theo deben luchar contra Hanson.
- La momia: Cuando el esqueleto persigue a Cindy, parodia de dicha película cuando resucita la momia en forma de esqueleto.
- The Rocky Horror Picture Show: Hanson es una parodia directa a riff raff de esta misma película.
- Un anuncio de Nike: Cuando están en un cuarto oscuro jugando baloncesto.
- Un anuncio de Firestone: Escena del combate entre el fantasma y Dwight.
- The Legend of Hell House: Escena en la que Cindy es atacada por un gato por abrir el cofre.
- Rocky IV: La misma escena del gato, puñetazos a cámara lenta y provocaciones.
- Poltergeist: Escena cuando a Shorty se lo intenta fumar la planta de marihuana, cuando Ray viola al payaso debajo de la cama y cuando Alex es arrastrada por las paredes, cuando Cindy ve una gran luz en la puerta.
- A Nightmare on Elm Street: Escena donde Alex es arrastrada por la pared y el techo.
- Little Shop of Horrors: Escena donde la planta gigante cobra vida.
- Urban Legend: Cuando Cindy está cantando en el auto como en la primera escena del film.
- El ente: Escena en que Alex tiene relaciones con el fantasma que habita en la casa mientras ella duerme.
- Titanic: Cuando Cindy "da calor" a Buddy en la cámara frigorífica.
- Twister: Escena en la que Cindy crea un tornado al luchar contra el señor Hanson.
- Dude, Where's My Car?: Cuando Ray y Tommy leen los tatuajes que tienen en la espalda.
- What Lies Beneath: Cuando Cindy le abre la camisa al profesor y aparece Ray vestido de mujer.
- Pet Sematary: El gato de la mansión es diabólico al igual que "Church".
- A Knight's Tale: En la escena de las sillas de ruedas cuando Dwight grita "William" al igual que la escena de cruzadas al final de la película.
- A Nightmare on Elm Street 3: Dream Warriors: Cuando Cindy es perseguida por el esqueleto, igual que cuando Freddy Krueger se transforma en esqueleto para matar a Neil Gordon y a Donald Thompson.
- The Amityville Horror: Cuando el padre McCarra va al baño, un grupo de moscas se empiezan a posar en la ventana y después logran entrar y pararse en su cara.
- Alien: resurrección: Dwight al perder su silla de ruedas es llevado en la espalda por Ray. Igual que ocurre con el personaje Vriess en esta película cargado por el personaje Christie. Incluso Dwight y Ray guardan ligeros parecidos con estos personajes.
- Street Fighter: Cuando Brenda le da varias patadas rápidas al pelear con el mayordomo.
- Espera al último baile: Cuando Cindy y Shorty están al principio hablando de las clases y Shorty dice que tiene que “soltarse” enseñándole movimientos y Cindy roba un abrigo a una chica.

## Escenas eliminadas
Los tráileres americanos incluía una escena en la que Cindy se encuentra con Ray en los pasillos de la escuela; ella dice: "¡Ray! ¿Qué haces aquí? ¡Estás muerto!" a lo que él responde: "Sí, pero esta es la secuela". Ambos asienten en silencio durante un segundo, entonces el bit termina. El final original es una parodia de Pearl Harbor. Contiene todos los personajes, por la muerte en la mansión, y que el gatito se pone un pañuelo japonés y tira un misil a Cindy gritando: "¡Noooo!" porque sus amigos habían desaparecido.
Esta escena está incluida en la sección secuencias suprimidas del DVD. También se incluye está terminando una alternativa adicional en el que James Woods vuelve a aparecer como el sacerdote exorcista de nuevo "bendiga esta casa" Cindy, de pie en el pasillo principal de la Casa grita "no" y es atropellada por un auto a toda velocidad... Había más de 20 escenas eliminadas, incluyendo: una escena alternativa de la escena en la que Shorty se fuma por la planta, que incluye un casete de "Ghetto Lullabies" disparos que ofrecen y las sirenas de coches de policía y "Wilson" (desde Cast Away), donde Chapo le pide ayuda y Wilson dice Shory es por su cuenta y luego rueda lejos.
Una toma alternativa de la escena con Hanson, Shorty y Cindy en la cocina, incluyendo que Shorty tiene un cerebro muy pequeño que se procede a comer y luego morir (pero reaparece al final), en una escena burlándose Hannibal con Hanson y Cindy están conectados por las esposas, pero la mano de Hanson es demasiado pequeña y se sale inmediatamente y Hanson se escapa
El profesor Oldman está diciendo a los chicos acerca de la historia de la casa, y Brenda sigue teniendo conexiones psíquicas con los propietarios anteriores (o al menos eso cree), aunque algunos todavía están vivos. Luego se pasa por muchas cosas y le grita que el fantasma en estos temas, (incluyendo un espejo que golpea a su espalda)
Alex finalmente "rompe" con un muchacho que estaba en realidad acechando y Cindy la encuentra y conversa con ella.
Alex se depila y hace poses sexuales (el fantasma estaba en pintura)  y el fantasma huye.
Cindy encuentra a la avecilla muerta y Shorty le dice como enterrarlo y lo comen frito pero hoyen un ruido entonces llaman al profesor Oldman y Dwitgh y ponen en un círculo y Dwitgh su silla se conduce sola hasta chocar contra la pared y vuelven a hacerlo.
Una introducción Dwight al volante de su coche (quien sabe como lo conducía) y su placa de matrícula "PIERNAS GOT".
Después de que Alex es golpeada por la lámpara, Theo entra y encuentra Alex , Alex aprieta su pecho y le dice al recordar todas las veces que se puso muy "personal" (a pesar de que se conocieron el día anterior).
Escena extendida mostrando Cindy leyendo el diario en su habitación, sólo para abrir un vórtice que le paraliza. Buddy y Dwithg la encuentran y la ponen en una bañera con el agua que se levanta sobre su cabeza como en Lo Que La Verdad Esconde (2000), utilizando su pie derecho para tratar de destapar el desagüe, luego se extiende lejos hacia el lado del cuarto de baño para pedir ayuda en el teléfono.
En una escena alternativa, Cindy y Buddy se encuentran atrapados en una habitación con un fantasma. Cindy dice si abren un montón de bolsas de sangre por todo el piso, pueden ver las huellas del fantasma, para que proceda a hacerlo. Después de que todos ellos han roto, un enorme charco de sangre está en el suelo. Un teléfono suena Cindy contesta, a la que un médico en la otra línea dice: "Estoy buscando a la sangre que se estaba almacenada en la ubicación para mí por Dwight Hartman, es para un niño que está en la necesidad desesperada de una transfusión de sangre. Se corta al médico en la habitación con dos afligidos padres que están con su hijo, interpretado por Beetlejuice, diciendo: "Yo sólo soy un niño! Yo simplemente no puedo evitarlo ... me estoy muriendo "Cindy responde:"! Dwight Hartman no vive aquí ". Y cuelga.

## Lanzamientos mundiales
| País                                                                          | Fecha de estreno                  |
| ----------------------------------------------------------------------------- | --------------------------------- |
| Alemania                                                                      | Jueves 4 de octubre de 2001       |
| Argentina                                                                     | Jueves 16 de agosto de 2001       |
| Australia                                                                     | Jueves 18 de octubre de 2001      |
| Austria                                                                       | Viernes 5 de octubre de 2001      |
| Bélgica                                                                       | Miércoles 1 de agosto de 2001     |
| Belice · Costa Rica · El Salvador · Guatemala · Honduras · Nicaragua · Panamá | Viernes 9 de noviembre de 2001    |
| Bolivia                                                                       | Jueves 22 de noviembre de 2001    |
| Brasil                                                                        | Viernes 14 de septiembre de 2001  |
| Bulgaria                                                                      | Viernes 14 de diciembre de 2001   |
| Chile                                                                         | Jueves 15 de noviembre de 2001    |
| Colombia                                                                      | Viernes 26 de octubre de 2001     |
| Corea del Sur                                                                 | Viernes 7 de diciembre de 2001    |
| Croacia                                                                       | Jueves 11 de octubre de 2001      |
| Dinamarca                                                                     | Viernes 31 de agosto de 2001      |
| Ecuador                                                                       | Viernes 7 de diciembre de 2001    |
| Egipto                                                                        | Miércoles 16 de enero de 2002     |
| Eslovenia                                                                     | Jueves 20 de septiembre de 2001   |
| España                                                                        | Miércoles 31 de octubre de 2001   |
| Estados Unidos · Canadá                                                       | Viernes 6 de julio de 2001        |
| Estonia                                                                       | Viernes 14 de septiembre de 2001  |
| Filipinas                                                                     | Miércoles 5 de septiembre de 2001 |
| Finlandia                                                                     | Viernes 31 de agosto de 2001      |
| Francia                                                                       | Miércoles 25 de julio de 2001     |

| País                         | Fecha de estreno                   |
| ---------------------------- | ---------------------------------- |
| Grecia                       | Viernes 31 de agosto de 2001       |
| Hong Kong                    | Jueves 13 de septiembre de 2001    |
| Hungría                      | Jueves 18 de octubre de 2001       |
| India                        | Viernes 30 de noviembre de 2001    |
| Indonesia                    | Miércoles 12 de septiembre de 2001 |
| Islandia                     | Viernes 27 de julio de 2001        |
| Israel                       | Jueves 26 de julio de 2001         |
| Italia                       | Viernes 12 de octubre de 2001      |
| Japón                        | Sábado 12 de octubre de 2002       |
| Letonia                      | Viernes 21 de septiembre de 2001   |
| Lituania                     | Viernes 14 de septiembre de 2001   |
| Malasia                      | Jueves 2 de agosto de 2001         |
| México                       | Viernes 28 de septiembre de 2001   |
| Noruega                      | Viernes 24 de agosto de 2001       |
| Nueva Zelanda                | Jueves 6 de septiembre de 2001     |
| Países Bajos                 | Jueves 9 de agosto de 2001         |
| Perú                         | Miércoles 31 de octubre de 2001    |
| Polonia                      | Viernes 9 de noviembre de 2001     |
| Portugal                     | Viernes 2 de noviembre de 2001     |
| Reino Unido Irlanda          | Viernes 7 de septiembre de 2001    |
| República Checa · Eslovaquia | Jueves 1 de noviembre de 2001      |
| Rumania                      | Viernes 31 de agosto de 2001       |
| Rusia                        | Jueves 26 de julio de 2001         |
| Singapur                     | Jueves 2 de agosto de 2001         |
| Sudáfrica                    | Viernes 30 de noviembre de 2001    |
| Suecia                       | Viernes 19 de octubre de 2001      |
| Suiza                        | Miércoles 25 de julio de 2001      |
| Tailandia                    | Viernes 7 de septiembre de 2001    |
| Taiwán                       | Sábado 11 de agosto de 2001        |
| Turquía                      | Viernes 9 de noviembre de 2001     |
| Uruguay                      | Viernes 17 de agosto de 2001       |
| Venezuela                    | Miércoles 26 de septiembre de 2001 |